# Хизбула
Хизбула (среща се и като Хизбулла) (от араб. حزب الله – ḥizbu-llāh – „Партия на Аллах“ или „Партия на Бога“) е шиитска политическа партия и паравоенна терористична група, базирана в Ливан. Получава финансова и политическа подкрепа от Иран и Сирия. Паравоенното крило на организацията се счита за съпротивително движение в по-голямата част от Арабския и Мюсюлманския свят. САЩ, Нидерландия, Бахрейн, Египет, Обединеното кралство, Австралия, Канада, Европейският съюз официално класифицират Хизбула изцяло или частично като терористична организация.

## История
Създадена е през 1982 г. с цел да се бори с израелската окупация на Южен Ливан.
Заедно с движението Амал Хизбула е главна бойна организация, представяща шиитската общност, най-големият ливански религиозен блок. Създадена с подкрепата на Иран и финансирана от него, организацията следва шиитската ислямистка идеология на Аятолах Рухолах Хомейни, лидер на Ислямската революция в Иран. Ръководители на Хизбула често се позовават на Хомейни и се обявяват за антиционисти. Организацията цели създаването на ислямска провинция в Ливан на принципа на управление на правото (Velayat-e-Faqih – доктрина, създадена от Хомейни), въпреки че това е осъществимо само след постигането на консенсус между ливанския народ.
Цивилното крило на Хизбула поддържа социални организации, болници, училища, сиропиталища, новинарски агенции, телевизии (Ал-Манар) и взема участие в ливанския парламент (от 1992 г.). Кампанията му за реконструкция (Jihad al-Bina) е отговорна за множество икономически и инфраструктурни проекти за развитие в населените предимно с шиити райони.
Източниците за финансирането за тази широка социална дейност е предмет на спорове. Според самата организация, тя се финансира от дарения от частни лица, а според нейни критици – от правителството на Иран. По оценки на американското правителство Хизбула получава от Иран финансова помощ от около 60 – 100 милиона долара годишно, като тази сума намалява за сметка на дарения от шиитските общности, главно в Южна Америка.
Състоялото се през 2000 г. изтегляне на израелските войски от Ливан Хизбула счита за свой успех.
Хизбула е особено силна в южната част на страната, където след оттегляне на израелската армия изгражда свои бази, които често използва за нападения върху северната част на Израел.
Организацията е подпомагана от около 70 ирански военни съветника. Тя е единствената организация, която разполага с тежко оръжие – танкове, артилерийски системи „Катюша“. Военната тактика на Хизбула за партизанска война е силно повлияна от методите на специалните части на Северна Корея.
Иран и финансирани от Иран милиции като Хизбула, дълго време поддържат сирийския диктатор Башар Асад на власт, но на 8 декември 2024, бяга от Дамаск, след като бунтовниците превземат града.
Организацията е поела отговорността за извършването на множество атентати, между които се откроява и нападението над американското посолство в Бейрут през 1983 г. Едни от обичайните и терористични активности са отвличането на израелски войници, вземането на заложници, минохвъргачни нападения над израелската територия и пр. Поради тези причини много правителства, като това на Съединените щати, както и Европейския съюз, посочват Хизбула като терористична организация.
Към октомври 2020 г. Хизбула или нейното военно крило се считат за терористични организации от поне 26 държави, както и от Европейския съюз, а от 2017 г. насам и от повечето държави-членки на Арабската лига, с изключение на Ирак и Ливан, където Хизбула е най-мощната политическа партия, но не упражнява тотален контрол.
Глава на Хизбула е Хасан Насрала, до 27 септември 2024 година, когато Израелската армия го елиминира

## Военни дейности
Хасан Насрала след атентата в редакцията на „Шарли Ебдо“ казва, че „такфиристките терористични групировки“ обиждат исляма повече „от всеки, който е нападал Пратеника на Бог – чрез книги, филми или карикатури, изобразяващи Пророка“.
Парижкият съд осъжда 14 души за съучастие в серията от терористични атаки на Хизбула във Франция през януари 2015 г., включително и срещу сатиричното списание „Шарли Ебдо“, при които загиват общо 17 души.
Хизбула е обвинена за бомбения терористичен атентат срещу автобус на летище Сарафово край Бургас на 18 юли 2012 година, при който загинаха 7 души, а 35 бяха ранени. Този терористичен акт на Хизбула се смята за най-значителният терористичен акт в цяла Европа.
Според Доклада на Европол за ситуацията и тенденциите в тероризма за 2022 г., Хизбула използва Европа като „база за набиране на средства, набиране на персонал и престъпни дейности, от които получава значителни печалби“ – контрабанда на наркотици, пране на пари и извършване на логистични операции.

### Официални сайтове
- Ислямска съпротива в Ливан Архив на оригинала от 2010-08-19 в Wayback Machine.
- Promise For the Resistance Movement Support Архив на оригинала от 2009-03-06 в Wayback Machine.
- Списък с официални сайтове и документи

### Резолюции на ООН относно Хизбула
- Изявление за пресата на ООН SC/8181, 2 септември 2004 г.
- Lebanon: Close Security Council vote backs free elections, urges foreign troop pullout, 2 септември 2004 г.

### „Хизбула“ в архивите на ДС
- Част 1 Архив на оригинала от 2013-08-09 в Wayback Machine., 2 Архив на оригинала от 2013-08-09 в Wayback Machine., 3 Архив на оригинала от 2013-08-09 в Wayback Machine., 4 Архив на оригинала от 2013-07-26 в Wayback Machine., 5 Архив на оригинала от 2013-08-09 в Wayback Machine., 6 Архив на оригинала от 2013-08-09 в Wayback Machine., 7